# هواتاب

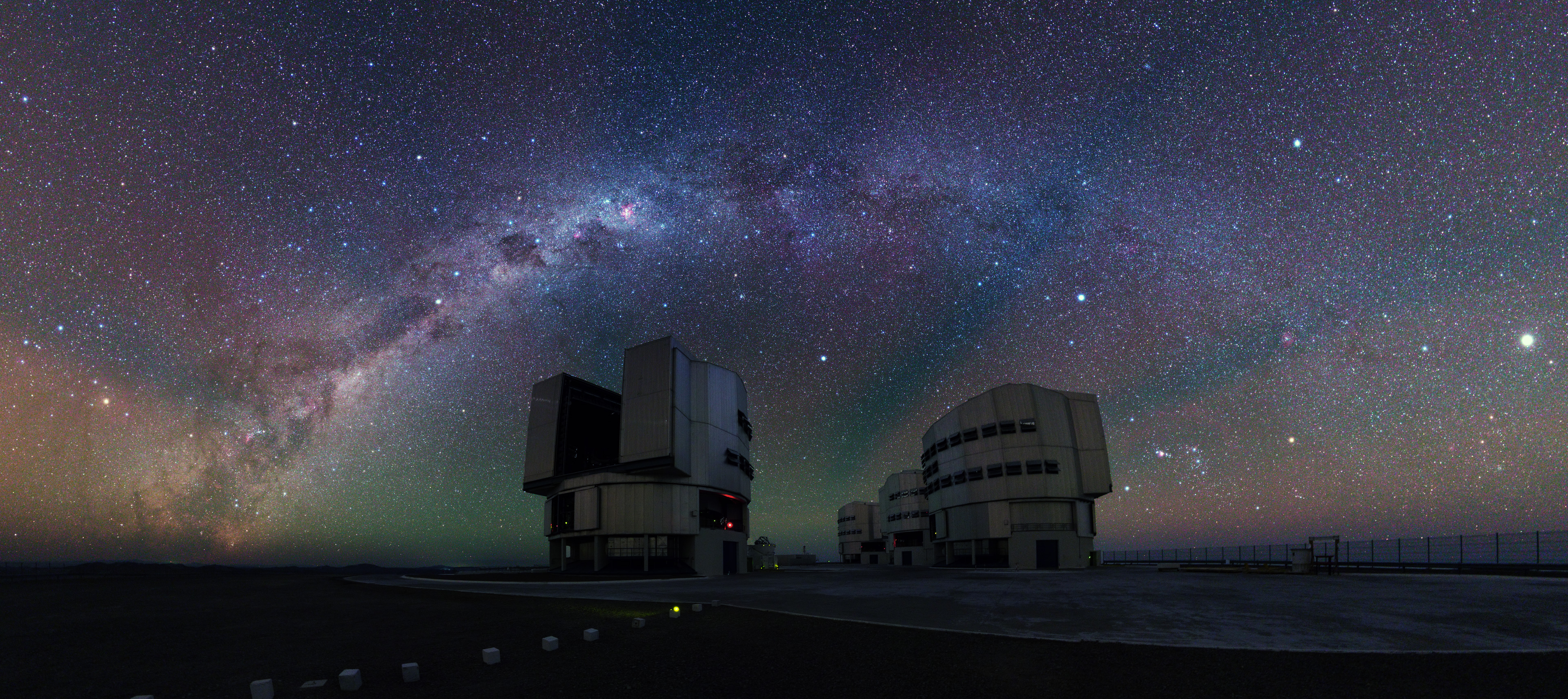
نمایی از پدیده هواتاب بر روی تلسکوپ وی‌ال‌تی

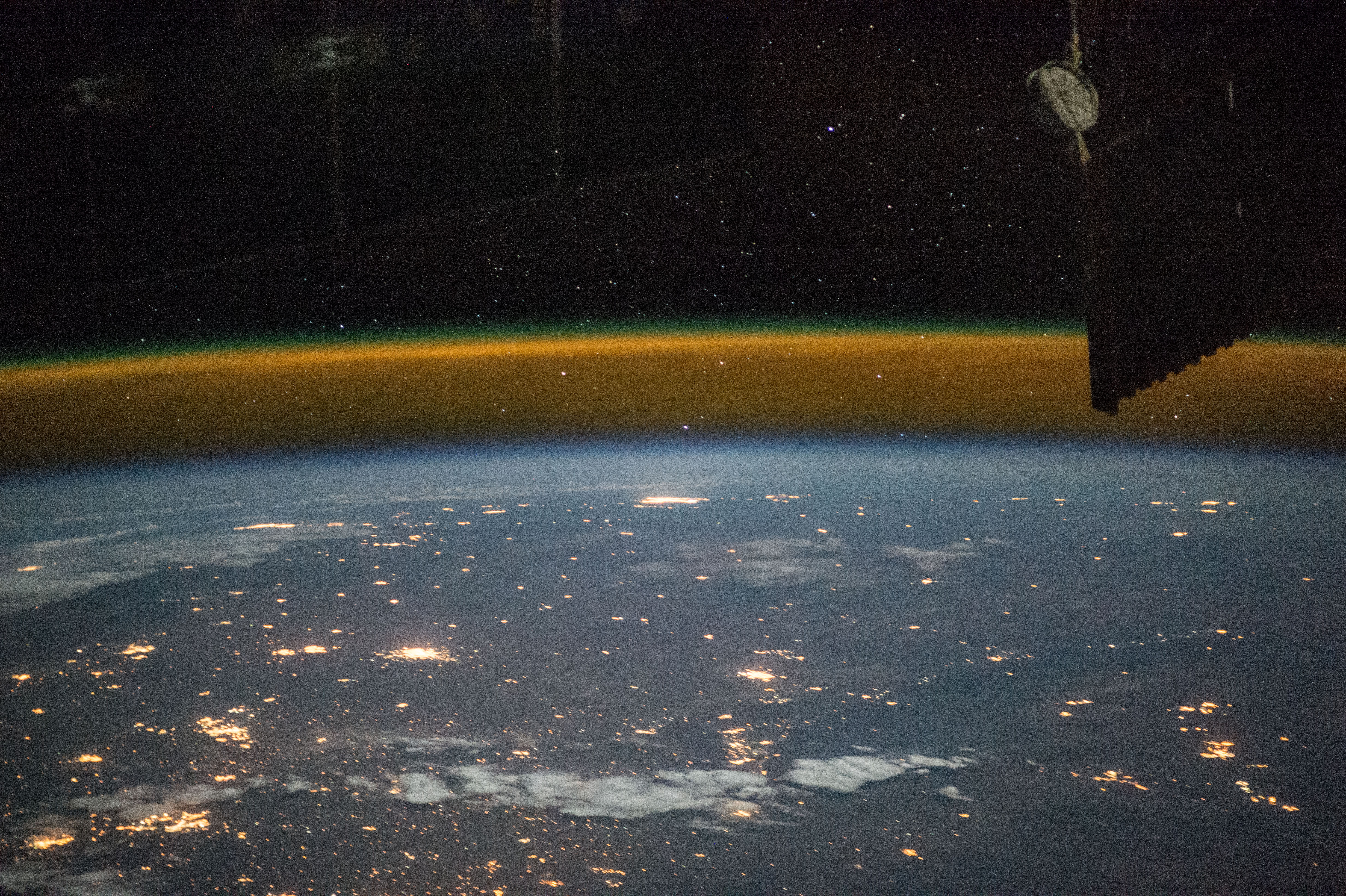
هواتاب با استفاده از دوربین زوم با دیافراگم بالا از ایستگاه فضایی بین‌المللی، در حالی که بر فراز آفریقای جنوبی می‌چرخد عکس‌برداری شد. ارتفاع این نوار از یون‌های اکسیژن و سدیم تقریباً ۱۱۰–۱۴۰ کیلومتر (۶۸–۸۷ مایل) است (نزدیک خط کارمان)، بین مزوسفر و ترموسفر.

هواتاب (به انگلیسی: Airglow) (که به آن شب‌تاب نیز گفته می‌شود) به پدیده انتشار ضعیف نور توسط جو سیاره گفته می‌شود. در مورد جو زمین، این پدیده نوری باعث می‌شود که آسمان شب هرگز به‌طور کامل تاریک نباشد، حتی پس از آنکه تأثیرات نور ستارگان و تابش نور خورشید از دورترین ناحیه برداشته شود.

## تاریخچه

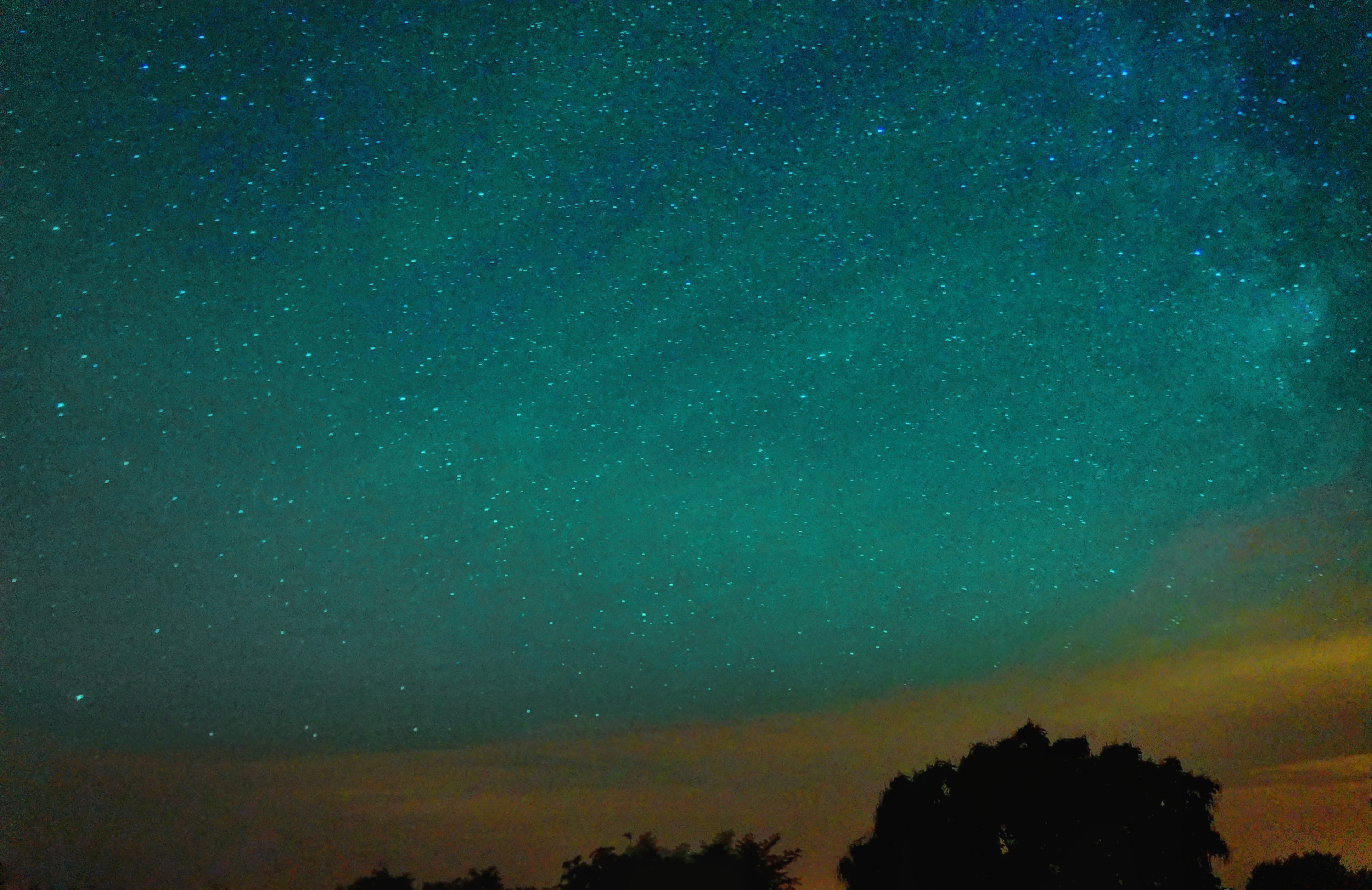
هواتاب بر فراز اوورنی، فرانسه

پدیده هواتاب اولین بار در سال ۱۸۶۸ توسط فیزیکدان سوئدی آندرش یوناس انگستروم شناسایی شد. از آن زمان، آن را در آزمایشگاه مورد مطالعه قرار داد و واکنش‌های شیمیایی مختلفی برای انتشار انرژی الکترومغناطیسی به عنوان بخشی از فرایند مشاهده شد. دانشمندان برخی از آن فرآیندهایی را که در جو زمین وجود دارند شناسایی کرده‌اند و ستاره‌شناسان وجود چنین گسیل‌هایی را تأیید کرده‌اند. سیمون نیوکام اولین کسی بود که در سال ۱۹۰۱ به مطالعه و توصیف علمی هواتاب پرداخت.
هواتاب در جامعه ماقبل صنعتی وجود داشت و برای یونانیان باستان شناخته شده بود. «ارسطو و پلینی پدیده‌های Chasmata را توصیف کردند که می‌توان آن‌ها را تا حدی به‌عنوان شفق‌های قطبی و تا حدی به‌عنوان هواتاب شناسایی کرد».

## شرح

انواع و لایه‌بندی هواتاب در اتمسفر زمین

هواتاب در اثر فرآیندهای مختلفی در اتمسفر بالایی زمین ایجاد می‌شود، مانند بازترکیب اتم‌هایی که توسط خورشید در طول روز فتویونیزه شده‌اند. درخشندگی ناشی از پرتوهای کیهانی که به اتمسفر فوقانی برخورد می‌کنند، و تابناکی شیمیایی، ناشی از واکنش اکسیژن و نیتروژن با رادیکال‌های آزاد هیدروکسیل در ارتفاعات چند صد کیلومتری است. در طول روز به دلیل تابش خیره کننده و پراکنده شدن نور خورشید قابل رویت نیست.
حتی در بهترین رصدخانه‌های زمینی، هواتاب حساسیت به نور تلسکوپ‌های نوری را محدود می‌کند. تا حدی به همین دلیل، تلسکوپ‌های فضایی مانند هابل می‌توانند اجرام بسیار کم نورتر از تلسکوپ‌های زمینی فعلی را در طول طیف‌های مرئی رصد کنند.
هواتاب در شب ممکن است به اندازه کافی روشن باشد که یک ناظر زمینی متوجه آن شود و به‌طور کلی مایل به آبی به نظر برسد. اگرچه انتشار هواتاب تقریباً یکنواخت در سراسر جو است، اما در حدود ۱۰ درجه بالاتر از افق ناظر، روشن‌ترین آن به نظر می‌رسد، زیرا هر چه پایین‌تر به نظر می‌رسد، جرم جوی که فرد به آن نگاه می‌کند بیشتر است. با این حال، انقراض جوی بسیار پایین، روشنایی ظاهری هواتاب را کاهش می‌دهد.
یک مکانیسم ایجاد هواتاب زمانی است که یک اتم نیتروژن با یک اتم اکسیژن ترکیب می‌شود و یک مولکول نیتریک اسید (NO) را تشکیل می‌دهد. در این فرایند، یک فوتون ساطع می‌شود. این فوتون ممکن است هر یک از چندین طول موج متفاوت مشخصه مولکول‌های نیتریک اسید را داشته باشد. اتم‌های آزاد برای این فرایند در دسترس هستند، زیرا مولکول‌های نیتروژن (N2) و اکسیژن (O2) توسط انرژی خورشیدی در قسمت‌های بالایی جو جدا می‌شوند و ممکن است برای تشکیل نیتریک اسید با یکدیگر برخورد کنند. سایر مواد شیمیایی که می‌توانند هواتاب را در اتمسفر ایجاد کنند عبارتند از: هیدروکسیل (OH), اکسیژن اتمی (O)، سدیم (Na) و لیتیوم (Li).

## هواتاب القایی

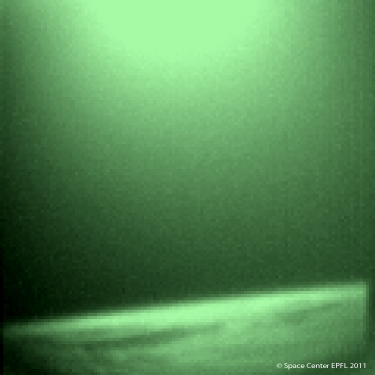
اولین تصویر مکعب‌سوئیسی-۱ (ماهواره سوئیسی) از زمین (که از نزدیک، فروسرخ به رنگ سبز تغییر یافت) در ۳ مارس ۲۰۱۱ ثبت شد.

آزمایش‌های علمی برای القای هواتاب با هدایت گسیل‌های رادیویی پرقدرت در یونوسفر زمین انجام شده‌است. این امواج رادیویی با یونوسفر برای القای نور، نوری ضعیف اما قابل مشاهده در طول موج‌های خاص تحت شرایط خاص تعامل دارند. این اثر در باند فرکانس رادیویی با استفاده از یونوسندها نیز قابل مشاهده است.

## مشاهده هواتاب در سیاره‌های دیگر
فضاپیمای ونوس اکسپرس دارای یک حسگر فروسرخ است که انتشارات نزدیک به مادون قرمز را از اتمسفر فوقانی زهره شناسایی کرده‌است. انتشار از نیتریک اکسید و از اکسیژن مولکولی حاصل می‌شود. دانشمندان قبلاً در آزمایش‌های آزمایشگاهی مشخص کرده بودند که در طول تولید نیتریک اکسید، انتشارات فرابنفش و نزدیک به فروسرخ تولید می‌شوند. تشعشعات فرابنفش در اتمسفر زهره شناسایی شده بود، اما تا قبل از این مأموریت، انتشارات نزدیک به فروسرخ در اتمسفر فقط نظری بود.